# Trichius gallicus
Trichius gallicus (Dejean, 1821) è un coleottero appartenente alla famiglia degli Scarabeidi (sottofamiglia Cetoniinae).

## Descrizione

### Adulto
T. gallicus si presenta come un insetto di piccole dimensioni, comprese tra i 9 e i 13 mm di lunghezza. Presenta un corpo tozzo, dal color nero con le elitre marroncine, caratterizzate da chiazze nere. Sul pronoto presenta una pubescenza abbastanza pronunciata.

### Larva
Le larve hanno l'aspetto di vermi bianchi dalla forma a "C". Presentano la testa e le tre paia di zampe sclerificate.

## Biologia
Gli adulti compaiono con l'arrivo della primavera e sono di abitudini diurne. Si possono osservare volare sui fiori o su di essi, intenti a nutrirsi ed accoppiarsi. Le larve si sviluppano nel terreno, nutrendosi di legno morto.

## Distribuzione
T. gallicus è diffuso in Europa centrale, Europa occidentale e nord Africa.

## Conservazione
T. gallicus è inserito nella Lista rossa IUCN e viene classificato come specie a rischio minimo di estinzione.